# Campeonato Sudamericano de Clubes Campeones 2000
El Campeonato Sudamericano de Clubes Campeones 2000 fue la trigésima séptima edición de lo que era el torneo más importante de clubes de baloncesto en Sudamérica, después de la Liga Sudamericana de Clubes.
Fue realizado en Valencia.
El título de esta edición fue ganado por el Trotamundos de Carabobo (Venezuela).

## Equipos participantes
| País             | Equipo                   |
| ---------------- | ------------------------ |
| Argentina 1 cupo | Estudiantes de Olavarria |
| Brasil 1 cupo    | Vasco da Gama            |
| Chile 1 cupo     | Provincial Osorno        |
| Colombia 1 cupo  | Piratas de Bogotá        |
| Ecuador 1 cupo   | Club ESPE                |
| Perú 1 cupo      | Club de Regatas Lima     |
| Uruguay 1 cupo   | Welcome                  |
| Venezuela 1 cupo | Trotamundos de Carabobo  |